# Theo Klouwer
Theo Klouwer (Volendam, 30 juni 1947 - Leiden, 8 februari 2001) was een Nederlands musicus. Hij werd bekend als drummer van The Cats.

## Biografie

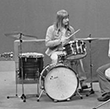
Bij Toppop, 1974

Net als veel andere Volendammers had Klouwer een bijnaam. In zijn geval Schuimpje; hem in de vierde klas door zijn schoolmeester gegeven. Hij groeide op in een gezin met negen kinderen, dat samen wekelijks een kwartje spaarde voor nieuwe platen voor de platenspeler.
Klouwer speelde aanvankelijk in het bandje Blue Stars en viel begin jaren zestig in bij de The Skyriders, van waaruit Cees (Pluk) Mooijer was vertrokken naar The Mystic Four. Ook viel hij weleens in bij BZN '66 als drummer Gerrit Woestenburg was verhinderd.
Nadat The Mystic Four van naam was veranderd in The Blue Cats, zocht manager Jan Buijs (Tuf) een meer ambitieuze drummer voor de band. Mooijer verkocht zijn drumstel aan Buijs en stelde vervolgens de andere Cats-leden voor om Klouwer te vragen voor de band. Deze had zijn eerste optreden met The Cats, zoals de band inmiddels heette, op Koninginnedag 30 april 1964. Hij beleefde alle grote successen met de band in de jaren zestig en zeventig.
Klouwer vervulde vaak de rol van bemiddelaar. Verder leverden enkele van zijn reclamestunts veel publiciteit op. Zo landde hij per helikopter bij FC Volendam op de middenstip. Hij wilde hiermee zijn steun uitspreken voor Radio Veronica, een zeezender die veel voor de opkomst van The Cats betekend had.
Na de tweede comeback speelde hij tijdens de eerste tour in 1984 niet mee, omdat hij toen in een echtscheidingsprocedure was verwikkeld. Hij bleef echter wel betrokken bij de band en componeerde met de andere bandleden bijvoorbeeld het nummer Silent breeze dat in 1983 op de B-kant van de single Stay in my life terechtkwam. Tijdens de tweede tour in 1985 was hij er wel weer bij.
Klouwer was tweemaal gehuwd. Na het einde van The Cats werkte hij als vertegenwoordiger in hi-fi-apparatuur en later in de verzekeringswereld. Begin januari 2001 werd hij opgenomen in een Leids ziekenhuis voor een levertransplantatie. Hoewel de operatie slaagde, overleed hij enkele dagen later op 53-jarige leeftijd in het ziekenhuis aan hartfalen.
Een veel door hem gebruikt gezegde was: "vandaag is morgen gister."

## Composities
Klouwer schreef enkele nummers voor The Cats die allen op een B-kant van een single werden uitgebracht. Zijn eerste nummer, Today (1969), schreef hij samen met John Möring die toen werkzaam was voor hun platenlabel Bovema. Daarna volgden nog twee ballads, Irish (1970) en It's over now (1971). Hierna zijn er geen nummers meer van zijn hand op een plaat van The Cats terechtgekomen, behalve het instrumentale nummer Silent breeze (1983), dat door bijna de hele band werd gecomponeerd.